# Собак-Баур-Сеит-Эли
Собак-Баур-Сеит-Эли (также Сеит-Эли) — исчезнувшее село в Советском районе Республики Крым, располагавшееся на юге района, в степной части Крыма, примерно в 4 км к юго-западу от современного села Краснофлотское.

## История
Первое документальное упоминание села встречается в Камеральном Описании Крыма… 1784 года, судя по которому, в последний период Крымского ханства Сегид Эли входил в Ширинский кадылык Кефинского каймаканства. После присоединения Крыма к России (8) 19 апреля 1783 года, (8) 19 февраля 1784 года, именным указом Екатерины II сенату, на территории бывшего Крымского Ханства была образована Таврическая область и деревня была приписана к Левкопольскому, а после ликвидации в 1787 году Левкопольского — к Феодосийскому уезду Таврической области. После Павловских реформ, с 1796 по 1802 год, входила в Акмечетский уезд Новороссийской губернии. По новому административному делению, после создания 8 (20) октября 1802 года Таврической губернии, Сеит-Эли был включён в состав Байрачской волости Феодосийского уезда.
По Ведомости о числе селении, названиях оных, в них дворов… состоящих в Феодосийском уезде от 14 октября 1805 года , в деревне Сеит-Эли числилось 6 дворов, 56 крымских татар и 18 цыган, земля принадлежала помещику Темерши-бею. На военно-топографической карте генерал-майора Мухина 1817 года деревня Сеит-Эли обозначена с 9 дворами. После реформы волостного деления 1829 года Собак-Баур-Сеит-эли, согласно «Ведомости о казённых волостях Таврической губернии 1829 года», отнесли к Учкуйской волости (переименованной из Байрачской). Затем, видимо, вследствие эмиграции крымских татар в Турцию, деревня опустела и на картах 1836 и 1842 года обозначены развалины деревни Собак-Баур-Сеит-Эли.
В 1860-х годах, после земской реформы Александра II, деревню отнесли к Шейих-Монахской волости. По обследованиям профессора А. Н. Козловского начала 1860-х годов, в селении Собан-Курт-Сеит-Эли «…в колодцах нет хорошей воды, но есть родники пресной воды». В «Списке населённых мест Таврической губернии по сведениям 1864 года», составленному по результатам VIII ревизии 1864 года, упоминается Собак-Баур-Сеит-Эли, он же Ишунь, татарская деревня с 18 дворами, 83 жителями и мечетью при речке Булганак — но, судя по расположению на реке — имелась в виду другое селение. На месте старого Собак-Баур-Сеит-Эли в доступных источниках никаких селений более не встречается.